# Kate Austen
Katherine Anne Austen, más conocida como Kate, es un personaje ficticio de la serie de televisión Lost, interpretado por la actriz Evangeline Lilly. Tiene 25 años al comienzo de la serie (al final 31).

## Historia

### Antes del accidente del vuelo 815 de Oceanic.
Nacida y criada en Iowa, Kate es la hija de Diane y Sam, un ranger del ejército estadounidense, que le enseñó a rastrear en el campo durante su niñez. Siendo niña, ella hizo amistad con Tom, y juntos enterraron una cápsula del tiempo bajo un gran árbol. Los padres de Kate se divorciaron más tarde y Diane se vuelve a casar con un alcohólico y maltratador llamado Wayne. Ya adulta, Kate saca una póliza de seguros sobre la casa y hace explotar el gas con su padrastro dentro; luego se lo confiesa a su madre. Esta llama a las autoridades causando la detención de Kate en una estación de autobuses por Edwards Mars. Cuando van hacia el juzgado, un caballo se cruza por el camino haciendo que él pierda el control del vehículo y choque, permitiendo a Kate escaparse. Kate viaja a ver su padre, Sam, quien se encontraba en Corea en ese momento. Este le revela que su supuesto padrastro, Wayne, es en realidad su padre biológico. Luego de esto Kate sigue su periplo como fugitiva, no sin antes decidir volver a ver a su madre y preguntarle por qué la delató. Bajo el alias de Lucy, se encuentra con una timadora desafortunada llamada Cassidy Phillips, que le ayuda a enfrentar a Diane, donde Kate se entera de que a pesar de que Wayne abusaba de su madre, Diane todavía lo amaba. Antes de que ella se marche, Diane advierte a Kate que si la busca de nuevo, llamará inmediatamente a la policía.
Kate escapa a Miami, casándose con un policía llamado Kevin. Después de la boda, Kate llama a Edwards y le pide que deje de buscarla. Después de hacerse un test de embarazo y que saliera negativo, Kevin le muestra dos pasajes a Costa Rica para su luna de miel. Kate le confiesa que es una fugitiva por lo que lo duerme con unos sedantes y vuelve a desaparecer. Después de meses viajando por muchos países bajo numerosos alias, usando matrículas falsas y cambiando de aspecto, Kate se entera de que su madre está enferma de cáncer, y decide ir a visitarla. Entonces se encuentra a su amigo de la infancia, Tom, quien la ayuda a desenterrar su cápsula del tiempo que contiene varios objetos, entre ellos un avión de juguete. Tom, que es médico, arregla un encuentro entre Kate y su madre. Cuando Kate trata de pedirle perdón, Diane pide ayuda, haciendo que escape del hospital con Tom. Un policía les persigue y acaba matando a Tom y forzando a Kate a huir de la escena del accidente, olvidando a su amigo y su avioncito de juguete.
Meses más tarde, Kate organiza un robo en Nuevo México con varios criminales para robar la caja fuerte de un banco, donde guardan su avión de juguete. Dispara al líder en la pierna para impedirle hacer daño a otros clientes y llama a la policía. Ella escapa a Australia, donde se queda a dormir en una granja. Haciéndose pasar por a una excursionista canadiense, Kate trabaja en la granja durante tres meses, ahorrando el dinero que gana en un agujero en la despensa. Un día el agricultor le ofrece un paseo por la ciudad. Durante el viaje sin embargo, Kate descubre que el agricultor se ha enterado de su verdadera identidad y le ha notificado a Edward Mars su paradero, a cambio de la recompensa de 23.000 dólares, dinero que el agricultor necesitaba para pagar la hipoteca. Kate hace chocar en un campo al camión, pero ayuda al agricultor sacándolo del vehículo, dándole tiempo a Edward para perseguirla y detenerla. Cuando suben al avión de vuelta a los EE. UU., él esposa a Kate en su asiento. El avión atraviesa a las turbulencias y Edward se golpea con el equipaje del compartimento elevado quedando inconsciente. Kate roba las llaves de las esposas y se coloca la máscara de oxígeno, y mira como el avión se parte y se estrella en la isla.

### En la isla
Kate Austen es una mujer complicada, bella y astuta. Indomable pero, a su vez, vulnerable. Es la primera en la isla en familiarizar con Jack Shephard, tras ayudarlo a curarse un corte a causa del accidente aéreo. En este episodio, Jack le enseña un truco para dominar el miedo: contar hasta cinco y olvidarse completamente de él, aunque esta chica no parece tenerle miedo a nada, o finge no tenerlo, ofreciéndose voluntariamente para cada expedición realizada.

### Primera temporada
Tras haber sobrevivido al accidente, Kate comienza a tener una relación de amistad con Jack, al mismo tiempo en una relación de burlas y coqueteos sentirá algo por Sawyer. Kate en toda la temporada sigue manteniendo una actitud de ayuda en la isla, ya sea para unirse en la búsqueda de los secuestrados Claire y Charlie, o ayudando a dar a luz al hijo de Claire en la isla. El agente fiscal, que transportaba a Kate en el avión, está en una situación crítica (a punto de morir) y Sawyer decide dispararle para acabar con su sufrimiento.
El hecho de que Hugo y Jack hayan descubierto quién era Kate en realidad (una fugitiva) ,alejará por un tiempo a Kate y Jack en el transcurso de la temporada.

### Segunda temporada
En la segunda temporada, Kate sigue con su moral en la isla: ayudando a las personas, al conseguir abrir la escotilla junto a Locke y yendo a la estación en busca de Rosseau. Sin embargo, el mismo caballo negro que se le había cruzado mientras iba en el auto con Edward Mars, le persigue en la isla. 
Finalmente, le confiesa a Sawyer quién era en realidad. Al final de la temporada es traicionada por Michael, y los "Otros" consiguen tenerla a su poder, para extorsionar a Shephard.

### Tercera temporada
Kate es encarcelada en una de las jaulas, enfrente de Sawyer, y es obligada a trabajar. Cuando la vida de este se ve en peligro, mantienen relaciones sexuales, sin saber que estaban siendo vigilados por Jack en las cámaras de monitoreo. Tras volver a la isla principal, Kate va en busca de Jack, a pesar de que este le dijera que no lo hiciera junto con Locke, Sayid y Rosseau, enfrentan a Mijaíl y finalmente logran llegar al campamento de los "Otros".
Kate, Juliet, Sayid y Jack, logran volver a su campamento. A pesar de los celos de Kate por Juliet, Jack le confiesa que la ama.
Kate se debate entre quedarse con Jack o Sawyer. Pese a haberse acostado con Sawyer y rogarle a Jack que salve su vida operando a Ben (el líder de "los Otros", quien tiene un tumor en la médula espinal) se resiste a huir con Sawyer y abandonar a Jack allí, de hecho vuelve a rescatarlo aunque él le había pedido que no lo hiciera. Al final de la tercera temporada, los celos que siente por la especial relación de amistad que surge entre Jack y Juliet, que han conseguido escaparse del campamento de los otros, la hacen volver con Sawyer, induciéndose, más por despecho que por amor.
Cuando Kate ve a Juliet besar a Jack para despedirse de él y marcharse con Sawyer a una misión de rescate, Kate piensa que la oportunidad de la relación con él está perdida, pero poco tiempo después Jack se acerca a ella preocupado por su estado de ánimo y, ante su asombro, él le contesta que se preocupa porque la ama. Kate no sale de su sorpresa, pero no es capaz de decir nada.

### Cuarta temporada
Ya en la cuarta temporada, se puede ver a Kate Austen fuera de la isla, donde en el mundo civilizado es enjuiciada por el crimen cometido antes del accidente aéreo. Ella, Jack Shepard, Hugo "Hurley" Reyes, Sayid Jarrah, Sun-Hwa Kwon y Aaron (hijo de Claire) son conocidos como "los 6 de Oceanic" (The Oceanic Six), héroes que lograron sobrevivir al accidente aéreo del cual se creía que no había sobrevivientes.
Al final del capítulo 4 de la 4.ª temporada (Eggtown) se puede ver como Kate ingresa a una lujosa casa (comprada con la indemnización de la empresa aérea) y luego levantar en brazos a Aaron (el hijo de Claire Littleton que nació en la isla) el cual desconoce quién es su madre biológica.
Durante toda la serie, Kate alterna entre dos parejas, Jack Shephard y James Ford. 
- Datos: Q51307